# Дигитален керамичен печат върху стъкло
Дигиталният керамичен печат върху стъкло е технологично решение, използвано за печатане на изображения, шарки или текст върху повърхността на плоско стъкло. Този метод на принтиране трябва да преодолее множество технически предизвикателства, свързани с естеството на печатаните материали (а именно керамика). Дигиталният керамичен печат върху стъкло предоставя нови възможности и подобрения в декорацията и обработката на плоско стъкло, като високи нива на персонализиране, различни степени на полупрозрачност и непрозрачност, дифузия и пропускане на светлината, способност за изчисляване на коефициента на полезно използване на слънчевата топлина, електрическа проводимост, устойчивост на приплъзване и намаляване на инцидентите, свързани със сблъсък на птици.

## История
За разлика от хартията или плата, стъклото е неабсорбиращ прозрачен материал, така че прилагането на технология за дигитален печат трябва да бъде адаптирано, за да се преодолеят предизвикателствата, представени от самия материал. Именно поради естеството на материала основна характеристика на принтирането върху стъкло и керамика е, че боите, които се използват, трябва да се застъклят след изпичане на материала в пещ на висока температура. Затова тези бои обикновено съдържат емайл – много малка стъклена фрита, съдържаща метални оксиди като оцветител. До 2007 г. двата основни метода за печат върху стъкло бяха ситопечат и дигитален UV печат. Ситопечатът, при който мастилото се нанася директно върху повърхността на стъклото през мрежест шаблон, е патентован през 1907 г. Това на практика означава, че за всеки отделен цвят или шарка, която трябва да се нанесе върху стъклото, трябва да се прави нов мрежест шаблон. От една страна това прави печатането на много бройки изключително бързо и сравнително евтино. Но от друга страна прави принтирането много сложно, когато става въпрос за единични бройки или използване на повече цветове. Друг начин за нанасяне на керамична боя е трансферът със ситопечат, при който изображението се пренася от хартия върху стъкло. Той е патентован през 30-те години от Джонсън Матей.
И при двата метода е необходимо изпичане, за да може мастилото да влезе трайно в структурата на стъклото. Печатът върху стъкло с UV-принтер и органични (некерамични) мастила се появява почти 60 години по-късно. При този метод на печат ултравиолетовите вълни сушат мастилата, нанесени върху стъклото. Това е първият метод, който дава възможност за дигитален печат върху стъкло на всяко цифрово изображение, включително многоцветни и сложни изображения. Но за съжаление той е изключително неподходящ за гладката и неабсорбираща структура на стъклото, тъй като UV мастилата само се нанасят върху повърхността на стъклото, без да се слеят с неговата структура. Често резултатът в началото може да е задоволителен от гледна точка на качество, но с времето принтираният слой може да се отлюспи или да избледнее при външни условия, UV или влага – затова не се препоръчва употребата му за екстериорни проекти, автомобилно стъкло, както и за много от интериорните решения.

## Процес
Дигиталният печат с керамични мастила, подходящ за декоративни, функционални и екологични цели, поставя нови предизвикателства за технологичните иновации. Най-модерните дигитални принтери за стъкло, керамичните мастила и софтуерът за обработка на изображения са напълно интегрирани един с друг и всеки допринася за цялостния напредък в процеса на дигитален печат върху стъкло. Системата от три части позволява контрол и гъвкавост при нанасянето на керамичните мастила. Нивата на прозрачност и непрозрачност могат да бъдат контролирани. Налице е високо ниво на контрол върху съвпадението на цветовете и множество цветове могат да бъдат отпечатани едновременно. За разлика от ситопечата, дигиталният керамичен печат върху стъкло не изисква екрани и файловете се съхраняват дигитално, правейки печат от всички размери и подмяна на всеки панел лесен, с висока разделителна способност, както и пълноцветен. Когато се използват керамични мастила на базата на фрита (ситно смляна керамична маса), стъклото се изпича или закалява при температури над 600 градуса, за да се слеят мастилата със стъклото. Поради екстремните температури на този процес първо се разлагат органичните добавки и свързващите вещества на мастилото. След това има сливане на фритата със субстрата и пигментите, последвано от изтласкване на въздуха, за да се получи уплътнена структура. Накрая има образуване на повърхност с желаните свойства. Успешното изпичане на стъклото и керамичното мастило води до слой без мехурчета с постоянна дебелина от няколко микрона и хомогенно нанесен пигмент върху стъклото.

## Съществени елементи

### Дигитален принтер за стъкло
Дигиталният принтер за стъкло е проектиран с принтиращи глави, нанасящи керамични мастила директно върху стъклото. Стъклото остава неподвижно, докато само главите на принтера преминават през масата за печат. Ключова характеристика на принтера е нанасянето на керамичното мастило на капки, при което капчиците мастило се изсушават незабавно, за да се предотврати сливането им. Фиксирането на мастилото позволява еднократно преминаване на печатащите глави, дори когато се печатат многоцветни файлове. Фиксирането на капката прави възможен печат с двустранно виждане, което създава различно изображение в зависимост от това коя страна на стъклото се гледа. Идеята е, че се принтират различни графики една върху друга, като трябва да се има предвид, че не винаги е възможно да се постигне изцяло непрозрачност на едната картинка спрямо другата. Една от основните технологични иновации за многопластовото принтиране е вградената сушилня за сушене в реално време и за използване на производственото пространство максимално добре. Качеството на печат с висока разделителна способност – до 1440 dpi – и прецизността на принтерите позволяват на фирмите, обработващи стъкло да отпечатват всичко – от фини, остри, малки елементи до сложни пълноцветни изображения върху стъкла с размер до 3,3X18 метра. Освен да се напечата, стъклото трябва и да се закали впоследствие, което може да доведе до ограничения в максималните размери на напечатаното стъкло.

### Керамични мастила
Мастилата, използвани при дигитален печат върху стъкло, имитират цветния модел CMYK и са изработени от керамични фрити и неорганични пигменти и елементи. Разработването на мастила е силно контролиран производствен процес за премахване на всякакви вариации в крайния продукт (и най-вече за контролиране на едрината на фритата, която е важно да бъде под определен размер микрони, за да не запушва печатащите глави). Възможността за постигане на повторяемост на цвета на мастилата води до висока съвместимост с цялата цветова палитра на мастилата. Следователно мастилата могат да се смесват дигитално и дизайнерите могат да очакват почти напълно еднакви резултати при принтиране върху еднакви стъкла. Вече напечатаните стъклени панели също могат да бъдат заменени, когато е необходимо, без риск новите панели да не съвпадат с цветовете на съществуващите панели. Мастилата, разбира се, са напълно съвместими с машината и софтуера за обработка на изображения, което е постигнато със сериозни инвестиции в наука и технологии за разработването не само на самата машина и изключително фини глави, но и на самите мастила.

### Софтуер за обработка на изображения
Софтуерът за обработка на изображения свързва принтерът за стъкло и цветовете на мастилата, а също така е и инструментът за подготовка на графичния файл за печат. Софтуерът е повече от фото растер; той изчислява използването на мастило, за да контролира нивата на прозрачност и непрозрачност, да контролира съвпадението на цветовете и смесването и да компенсира различните размери стъкло. Прецизността и сложността на изчисленията и измерванията, изпълнявани от софтуера, позволяват на дизайнерите да постигнат желания резултат.
Дигиталният керамичен печат върху стъкло разширява възможностите за печат върху стъкло, тъй като за разлика от UV печатът, остава на практика вечно в стъклото. Дигитално отпечатаното стъкло може да се прилага както към вътрешни, така и към външни повърхности, от най-простите до изключително сложни графични илюстрации могат да бъдат отпечатани в цветния модел CMYK.